# Estación Llano
Estación Llano es un pueblo del municipio de Santa Ana ubicado en el norte del estado mexicano de Sonora, en la zona del desierto sonorense.

El pueblo es la segunda localidad más poblada del municipio, sólo detrás de la ciudad de Santa Ana, ya que según los datos del Censo de población y vivienda realizado en 2010 por el Instituto Nacional de Estadística y Geografía (INEGI), Estación Llano tiene un total de 1,292 habitantes. Se ubica sobre la carretera federal 15, en el tramo Benjamín Hill-Santa Ana.
Fue fundado en el año de 1873 por el señor José María Bernal, originario de San Miguel de Horcasitas, al construir una simple casa en el lugar, cuando se encontraban aún pocos españoles explorando esas tierras en busca de metales.
Las fuentes de trabajo están regidas por la Mina San Francisco, de donde extraen oro, además  se elaboran ladrillos donde sus principales productores son Galo Clark, Fausto Terminel, entre otros. 
Quedan pocos productores de ganado debido a las sequías, Guero Trejo es uno de ellos que día a día produce queso fresco para vender. 
Las fiestas patronales se celebran el 29 de septiembre, donde veneran a San Miguel Arcángel. Cada año hacen callejoneada además del baile tradicional para coronar a la reina del pueblo.

## Geografía
Estación Llano se sitúa en las coordenadas geográficas 30°21'42" de latitud norte y 111°07'07" de longitud oeste del meridiano de Greenwich, a una elevación de 705 metros sobre el nivel del mar. Se encuentra en el desierto sonorense con una vegetación de matorral desértico donde abundan los mezquites, palo verde, biznagas, entre otras. Su fauna es diversa donde se logran ver liebres, juancitos, zorros, sapo del desierto y una gran variedad de insectos y arácnidos.